# Axel Prümm
Axel J. Prümm (* 16. Mai 1957 in Grevenbroich) ist ein deutscher Jurist und Politiker (CDU). Er war von 2004 bis 2009 Bürgermeister der Stadt Grevenbroich.

## Schule und Ausbildung
Nach dem Besuch der Volksschule in Gustorf und des damaligen Kreisgymnasiums in Grevenbroich, dem heutigen Erasmus-Gymnasium, leistete Axel Prümm bei der Diözesanleitung Köln der Deutschen Pfadfinderschaft St. Georg seinen Zivildienst ab. Anschließend studierte er Jura an den Universitäten Tübingen und Köln. Das erste juristische Staatsexamen legte er 1987, das zweite im September 1990 ab. Seit 1991 ist er als Rechtsanwalt beim Landgericht Düsseldorf zugelassen. Im April 2007 promovierte er mit einer Arbeit über Recht und Politik einer Nothaushaltskommune an der Universität zu Köln.

## Berufliche Tätigkeit und Politik
Nach seinem Studium begann Prümm bei der Verlagsgruppe markt intern zu arbeiten, wo er 1999 Redaktionsdirektor des Verlages wurde. 2004 kandidierte er für das Amt des Grevenbroicher Bürgermeisters und konnte sich im Herbst in einer Stichwahl gegen Edmund Feuster durchsetzen. Im Juni 2008 wurde Prümm auf einer außerordentlichen Hauptversammlung des DRK-Kreisverbandes Grevenbroich zum Ersten Vorsitzenden gewählt. Bei der Kommunalwahl 2009 trat er nicht mehr für das Amt des Bürgermeisters an. Prümm hat anschließend wieder für die Verlagsgruppe markt intern als Chefredakteur von 'Bank intern' gearbeitet. Zum 31. Dezember 2022 hat er gekündigt und ist seither für den Fritz Knapp Verlag tätig.

## Schriften
- Rezepte für Grevenbroich. Mitten im Leben unserer Stadt. Grevenbroich 2004. (Rezeptsammlung)
- Recht und Politik einer Nothaushaltskommune – zu den Bemühungen kommunaler Haushaltskonsolidierung, eine Fallstudie. Köln 2007, ISBN 978-3-937302-06-5.
- Vereins- und Heimatlieder der Grevenbroicher Schützen. (Hrsg.) Grevenbroich 2007, ISBN 978-3-937302-07-2.
- Politikverdrossenheit fällt nicht vom Himmel. Grevenbroich 2009, ISBN 978-3-00-028169-3.
- (Hrsg. zus. mit Olaf Weber) Festschrift zum 70. Geb. von Günter Weber; Mittelstand – gestern, heute und morgen. Düsseldorf 2010, ISBN 978-3-00-030543-6.